# Aphyculus tamaricicola
Aphyculus tamaricicola är en stekelart som beskrevs av Svetlana N. Myartseva och Trjapitzin 1976. Aphyculus tamaricicola ingår i släktet Aphyculus och familjen sköldlussteklar.
Artens utbredningsområde är Turkmenistan. Inga underarter finns listade i Catalogue of Life.